# Enderleinellus replicates
Enderleinellus replicates är en insektsart som beskrevs av Vladimir V. Redikorzev 1937. Enderleinellus replicates ingår i släktet Enderleinellus och familjen ekorrlöss. Inga underarter finns listade i Catalogue of Life.